# Cheliferoides
Cheliferoides är ett släkte av spindlar. Cheliferoides ingår i familjen hoppspindlar.
Kladogram enligt Catalogue of Life:
| Cheliferoides | \| \| Cheliferoides planus \| \| \| \| \| \| Cheliferoides segmentatus \| \| \| \| |
|               | \| \| Cheliferoides planus \| \| \| \| \| \| Cheliferoides segmentatus \| \| \| \| |
|               | Cheliferoides planus                                                               |
|               |                                                                                    |
|               | Cheliferoides segmentatus                                                          |
|               |                                                                                    |